# ويليام سميث (عالم)
ويليام سميث (بالإنجليزية: William Smith )‏ (و. 1813 – 1893 م) هو معجمي، ولغوي، وعالم لغوي كلاسيكي، وكاتب من المملكة المتحدة لبريطانيا العظمى وأيرلندا، والمملكة المتحدة، ولد في لندن، توفي في لندن، عن عمر يناهز 80 عاماً.

## التعليم
تعلم في كلية لندن الجامعية.

## جوائز
حصل على جوائز منها:
- لقب فارس.